# William Chase Greene
William Chase Greene (* 14. Juni 1890 in Brookline, Massachusetts; † 7. September 1978 in Center Sandwich, New Hampshire) war ein US-amerikanischer Klassischer Philologe.

## Leben
Die Vorfahren von Greene lebten seit dem 17. Jahrhundert in Amerika. Sein Großvater war der Verleger William Lyman Greene (1829–1914), sein Vater der Literaturwissenschaftler Herbert Eveleth Greene (1858–1942), der als Professor in English am Wells College und ab 1893 an der Johns Hopkins University lehrte.
Greene studierte Klassische Philologie am Haverford College und an der Harvard University, wo er 1911 den Bachelorgrad (A. B.) erlangte. Für seine herausragenden Leistungen erhielt er das Rhodes-Stipendium und studierte von 1911 bis 1914 am Balliol College der University of Oxford. 1912 gewann er als erster Amerikaner den Newdigate Prize for Poetry. Nach dem Bachelorabschluss 1914 (B. A.) kehrte er an die Harvard University zurück und lehrte dort ein Jahr lang englische Literatur und Sprache. Er schloss seine Studien in Harvard mit dem Master und der Promotion zum Ph. D. ab (1916 bzw. 1917).
Von 1917 bis 1920 unterrichtete er Griechisch an einer High School in Groton. 1920 kehrte er an die Harvard University zurück, wo er seine gesamte Karriere verbrachte. Er war zuerst Instructor in Greek and Latin, ab 1923 Assistant Professor (bis 1927) und Tutor (bis 1956). 1927 wurde er zum Associate Professor of Greek and Latin ernannt, später zum Full Professor. Als Gastprofessor hielt er sich an der American School of Classical Studies in Rome auf (1931/32), an der University of Chicago (1938) und an der Cornell University (1947). Von 1946 bis 1951 leitete er an der Harvard University die Abteilung für Klassische Philologie.
Greene engagierte sich auch in den philologischen Fachgesellschaften der Vereinigten Staaten. Im Jahr 1950/51 war er gleichzeitig Präsident der Classical Association of New England und der American Philological Association. Er war außerdem ab 1925 langjähriges Mitglied der American Academy of Arts and Sciences, für die er von 1952 bis 1953 als Vizepräsident und von 1953 bis 1956 als Sekretär fungierte. Nach seiner Emeritierung an der Harvard University 1956 nahm er noch eine Gastprofessur am Wells College an (als John Hay Whitney Professor, 1957/58), zog sich dann aber ganz ins Privatleben zurück.
Greenes Forschungsarbeit umfasste weite Bereiche der antiken Literatur und Kultur. Ausgehend von Studien zu Platons Dichterkritik beschäftigte er sich vor allem mit der griechischen und römischen Geistesgeschichte und legte bereits in jungen Jahren zwei vielbeachtete Monografien vor: The Achievement of Greece (1924) und The Achievement of Rome (1933), in denen er die Bedeutung der griechischen und römischen Kultur für die gesamte Kulturgeschichte der Menschheit skizzierte. Unter seinen Spezialstudien zur griechischen Geistesgeschichte ragt besonders sein Buch Moira. Fate, God, and Evil in Greek Thought (1944) hervor, in dem er die Ansichten griechischer Philosophen zum Phänomen des Bösen darstellte.
Auch als Herausgeber und Übersetzer antiker Texte trat Greene hervor: Er schloss 1938 die kritische Edition der Platon-Scholien ab, die auf den beinahe fünfzigjährigen Vorarbeiten von Frederic De Forest Allen, John Burnet und Charles Pomeroy Parker (1852–1916) basierte. Ferner beteiligte sich Greene an der Übersetzung von Augustins Hauptwerk De civitate Dei für die Loeb Classical Library. Sein Anteil, die Übersetzung der Bücher 18 bis 20, erschien 1960 und wurde mehrfach nachgedruckt.

## Schriften (Auswahl)
- Quid de poetis Plato censuerit. Cambridge (MA) 1917. Veröffentlicht unter dem Titel: Plato’s View of Poetry. In: Harvard Studies in Classical Philology. Band 29 (1918), S. 1–75
- The Achievement of Greece. A Chapter in Human Experience. Cambridge (MA) 1924
- Selections from Jowett’s Plato. New York 1927
- The Achievement of Rome. A Chapter in Civilization. Cambridge (MA) 1933
- Scholia Platonica. Contulerunt atque investigaverunt Fredericus De Forest Allen, Joannes Burnet, Carolus Pomeroy Parker. Omnia recognita praefatione indicibusque instructa edidit Guilielmus Chase Greene. Haverford 1938 (Philological Monographs 8)
- Moira. Fate, God, and Evil in Greek Thought. Cambridge (MA) 1944
- Augustine: The city of God against the Pagans. Volume 6: Book XVIII, chapter XXXVI – book XX. London 1960 (Loeb Classical Library)